# 伏爾加格勒1號站

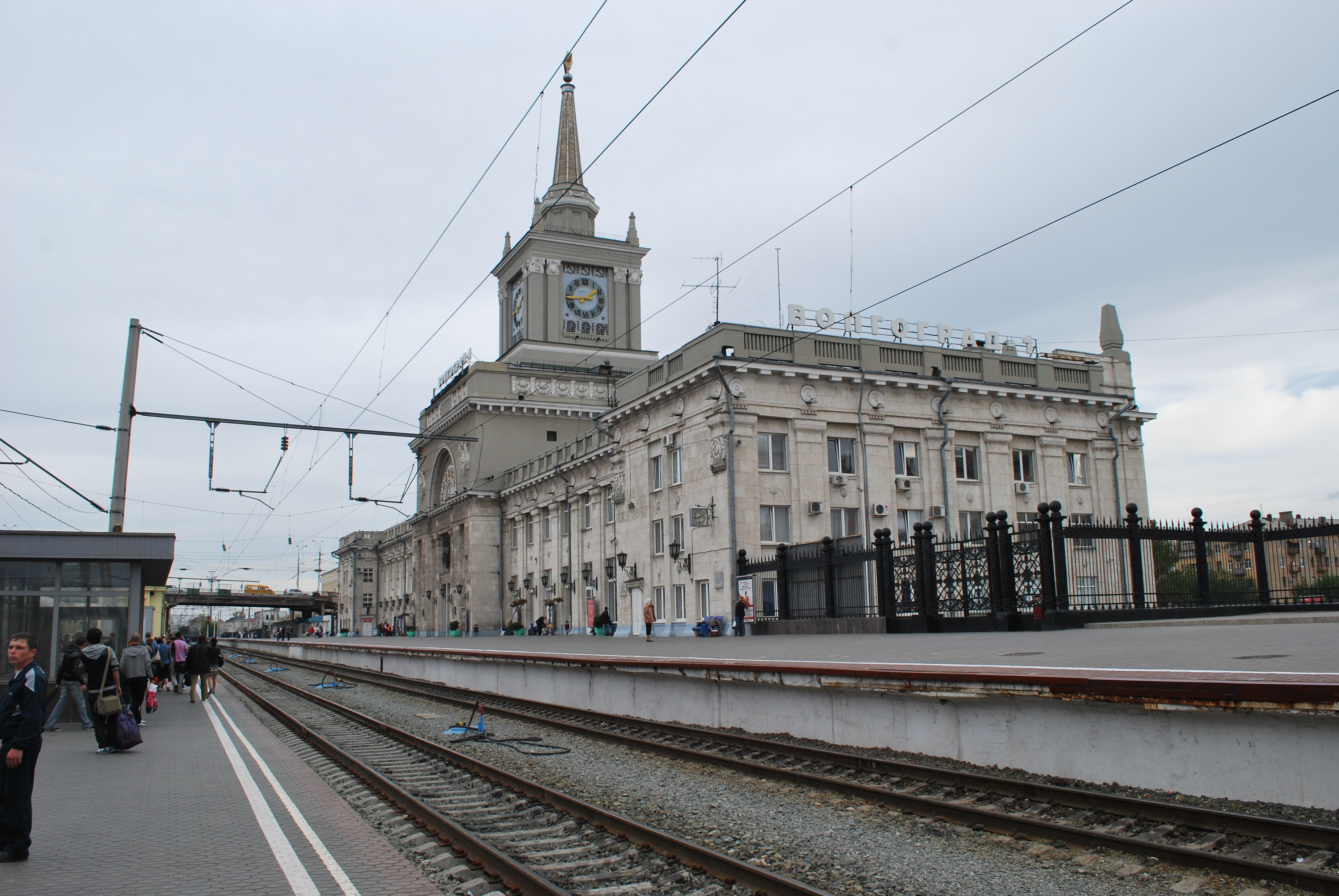
車站後觀

48°42′45″N 44°30′49″E / 48.71250°N 44.51361°E
伏爾加格勒1號站（羅馬化：Volgograd I）是俄羅斯南部城市伏爾加格勒的主要火車站。最初建於1862年，1871年以磚石重建。斯大林格勒戰役中被毀，1954年重建完成。

## 事件
2013年12月29日遭受恐怖襲擊，至少十七人死亡。